# Erich Bolz
Erich Bolz (* 5. September 1912) war ein Berliner Fußballspieler und Fußballtrainer. 1950/51 spielte er für den SC Lichtenberg 47 in der DDR-Oberliga, der höchsten Liga im DDR-Fußball.

## Sportliche Laufbahn
In der Saison 1950/51 war die DDR-Oberliga von zuvor 14 auf 18 Mannschaften aufgestockt worden. Grund war die Eingliederung von drei Berliner Mannschaften sowie die Aufnahme der neugebildeten SG Volkspolizei Dresden. Die Berliner Mannschaften kamen durch Beschluss des ostdeutschen Sportausschusses in die Oberliga, da dieser die Einführung der Vertragsspielerregelung in Berlin nicht akzeptieren wollte. Unter den umgesetzten Mannschaften befand sich auch der SC Lichtenberg 47 als Aufsteiger in die Berliner Stadtliga. Im Spielerkader der Lichtenberger befand sich der bereits 38-jährige Erich Bolz. Der Kader für die Saison 1950/51setzte sich hauptsächlich aus den Spielern der Aufstiegsmannschaft zusammen, stellte sich daher als nicht oberligatauglich heraus und stieg nach nur einer Saison in die zweitklassige DDR-Liga ab. In den 34 ausgetragenen Oberligaspielen wurde Erich Bolz 17 Mal eingesetzt. Er spielte auf wechselnden Positionen im Angriff und erzielte drei Tore. Nach Abschluss der Saison beendete er seine Laufbahn als Leistungsfußballer.
In der Spielzeit 1950/51 war er beim DDR-Liga-Aufsteiger Motor Köpenick als Trainer tätig. Er schaffte es jedoch nicht, die Ost-Berliner Mannschaft in der DDR-Liga zu halten, und wurde bereits vier Spieltage vor Saisonende entlassen. Danach tauchte er endgültig nicht mehr im höherklassigen Fußball auf.